# Międzynarodowe Stałe Biuro Pokoju
Międzynarodowe Stałe Biuro Pokoju (ang. Permanent International Peace Bureau, fr. Bureau International Permanent de la Paix) – najstarsza międzynarodowa organizacja pokojowa, która powstała w 1891 i została uhonorowana Pokojową Nagrodą Nobla w 1910. 
Biuro straciło na znaczeniu po I wojnie światowej i zawiesiło swoją działalność w czasie II wojny światowej. Później reaktywowane, współcześnie zajmuje się m.in. staraniami na rzecz ograniczenia wydatków na zbrojenia, rozbrojenia nuklearnego itp. 
Siedzibą organizacji jest Genewa.

## Prezesi organizacji
- Ernst Wolf – 1963–1974
- Seán MacBride – 1974–1985
- Bruce Kent – 1985–1992
- Maj Britt Theorin – 1992–2000
- Cora Weiss – 2000–2006
- Tomas Magnusson – od 2006